# James McCall
James McCall (Renton, 2 marzo 1865 – Renton, 16 febbraio 1925) è stato un calciatore scozzese di ruolo attaccante.

## Biografia
Nativo del villaggio di Renton nel West Dunbartonshire (Scozia), fu il fratello minore di Archibald McCall, anch'egli calciatore militante nel Renton Football Club.

## Caratteristiche tecniche
Iniziò a giocare come ala destra, in seguito venne spostato sul lato sinistro del campo.

## Carriera

### Club
Durante la sua carriera ricevette diverse offerte di trasferimento da club inglesi tra cui una molto elevata dal Preston North End Football Club che gli offrì 150 sterline per giocare quattro partite, tuttavia le rifiutò tutte restando sempre fedele al Renton.
Nel 1888 prese parte alla storica sfida contro gli inglesi del West Bromwich Albion, campioni in carica della FA Cup, che mise in palio il titolo di «Champions of the United Kingdom and the World» (Campioni del Regno Unito e del Mondo). La partita terminò 4-1 per gli scozzesi e McCall segnò una rete.
Il 31 maggio 1890 venne disputata in suo onore una sfida amichevole (testimonial game) al Celtic Park di Glasgow tra i padroni di casa del Celtic e una selezione di ex giocatori del Renton "campione del mondo" denominata Old Renton, terminata 2-2. All'epoca questo genere di partite venivano disputate sia con l'intento di omaggiare il giocatore protagonista che si apprestava al ritiro ma anche con lo scopo di raccogliere del denaro per lui poiché generalmente i calciatori non venivano retribuiti per le loro prestazioni sportive. Il problema fu che McCall non era assolutamente intenzionato a ritirarsi e l'operazione suscitò i sospetti della federazione.
Due settimane più tardi prese il via la prima edizione del campionato scozzese: il Renton, ospite del Celtic a Glasgow, si impose 4-1 con una sua doppietta. La partita verrà successivamente considerata nulla a causa dell'espulsione del Renton dal campionato, infatti prima McCall fu squalificato a causa del match celebrativo disputato contro il Celtic nel mese di maggio e dopo solo quattro gare stagionali la squadra fu espulsa dalla Scottish Football Association con l'accusa di aver pagato i propri giocatori (all'epoca il dilettantismo era obbligatorio per i club partecipanti).
Il club fu successivamente riammesso al campionato nella stagione 1891-1892 e anche McCall poté tornare a giocare.
McCall è il miglior realizzatore del Renton nella massima divisione scozzese con 17 reti realizzate tra il 1890 e il 1893.
Con il Renton ha disputato quattro finali della Scottish Cup, vincendone due, e ha conquistato quattro volte la Glasgow Merchants Charity Cup.

### Nazionale
Ha vestito per cinque volte la maglia della Nazionale scozzese realizzando due reti e vincendo tre edizioni del Torneo Interbritannico.
Ha al suo attivo anche una gara non ufficiale disputata a Kelvingrove (Glasgow) il 19 settembre 1888 contro la nazionale del Canada, la partita terminò 4-0 in favore degli scozzesi grazie anche ad una sua doppietta.
Tra il 1892 e il 1893 ha preso parte anche a due partite disputate dalla Scottish Football League XI, la formazione che raccoglieva i migliori giocatori del campionato scozzese dell'epoca.

## Statistiche

### Cronologia presenze e reti in nazionale
| Cronologia completa delle presenze e delle reti in nazionale ― Scozia | Cronologia completa delle presenze e delle reti in nazionale ― Scozia | Cronologia completa delle presenze e delle reti in nazionale ― Scozia | Cronologia completa delle presenze e delle reti in nazionale ― Scozia | Cronologia completa delle presenze e delle reti in nazionale ― Scozia | Cronologia completa delle presenze e delle reti in nazionale ― Scozia | Cronologia completa delle presenze e delle reti in nazionale ― Scozia | Cronologia completa delle presenze e delle reti in nazionale ― Scozia |
| Data                                                                  | Città                                                                 | In casa                                                               | Risultato                                                             | Ospiti                                                                | Competizione                                                          | Reti                                                                  | Note                                                                  |
| --------------------------------------------------------------------- | --------------------------------------------------------------------- | --------------------------------------------------------------------- | --------------------------------------------------------------------- | --------------------------------------------------------------------- | --------------------------------------------------------------------- | --------------------------------------------------------------------- | --------------------------------------------------------------------- |
| 10-04-1886                                                            | Glasgow                                                               | Scozia                                                                | 4 – 1                                                                 | Galles                                                                | Torneo Interbritannico 1886                                           | 1                                                                     | [ 15 ]                                                                |
| 19-03-1887                                                            | Blackburn                                                             | Inghilterra                                                           | 2 – 3                                                                 | Scozia                                                                | Torneo Interbritannico 1887                                           | 1                                                                     | [ 15 ]                                                                |
| 21-03-1887                                                            | Wrexham                                                               | Galles                                                                | 0 – 2                                                                 | Scozia                                                                | Torneo Interbritannico 1887                                           | -                                                                     | [ 15 ]                                                                |
| 17-03-1888                                                            | Glasgow                                                               | Scozia                                                                | 0 – 5                                                                 | Inghilterra                                                           | Torneo Interbritannico 1888                                           | -                                                                     | [ 15 ]                                                                |
| 05-04-1890                                                            | Glasgow                                                               | Scozia                                                                | 1 – 1                                                                 | Inghilterra                                                           | Torneo Interbritannico 1890                                           | -                                                                     | [ 15 ]                                                                |
| Totale                                                                |                                                                       | Presenze                                                              | 5                                                                     |                                                                       | Reti                                                                  | 2                                                                     |                                                                       |

## Palmarès

### Club
- Coppa di Scozia: 2

1884-85, 1887-88
- Glasgow Merchants Charity Cup: 4

1885-86, 1886-87, 1887-88, 1888-89

### Nazionale
- Torneo Interbritannico: 3

1886, 1887, 1890